# J.P. Nyströms orgel- & pianofabrik
J.P. Nyströms orgel- & pianofabrik var ett företag som tillverkade harmonier och pianon i Karlstad. Företaget grundades 1865 och lades ner 1962. År 1909 blev företaget kunglig hovleverantör.

## Ägare
- 1865–1900 – Johan Petter Nyström (1839–1900), piano- och harmoniumfabrikör i Karlstad.
- 1900–1901 – Oscar Fredrik Nyström (1866–1901), äldsta sonen till J.P. Nyström.
- 1901–1937 – Carl Wilhelm Nyström (1871–1937), civilingenjör, piano- och harmoniumfabrikör i Karlstad.
- 1937–1962 – Boo Nyström (1900–1982), konsul, piano- och orgelfabrikör i Karlstad.

## Historia
Johan Petter Nyström grundade företaget 1865. Han hade tidigare avlagt gesällprov som möbelsnickare. Nyström hade tidigare arbetat hos mästare i Stockholm och Norrland. Vid 20 års ålder bosatte han sig i Väse och började tillverka handklaver och ackordion.
- 1925 tillverkades cirka 600 orglar och 200 pianon.
- 1949 tillverkades cirka 2000 pianon.